# Мас-Кабардес (кантон)
Мас-Кабарде́с (фр. Mas-Cabardès) — кантон во Франции, находится в регионе Лангедок — Руссильон, департамент Од. Входит в состав округа Каркасон.
Код INSEE кантона — 1121. Всего в кантон Мас-Кабардес входят 15 коммун, из них главной коммуной является Мас-Кабардес.

## Коммуны кантона
| Коммуна              | Население, чел. (1999) | Почтовый индекс | Код INSEE |
| -------------------- | ---------------------- | --------------- | --------- |
| Вилланьер            | 100                    | 11600           | 11411     |
| Виллардоннель        | 412                    | 11600           | 11413     |
| Кодбронд             | 150                    | 11390           | 11079     |
| Лабастид-Эспарберанк | 103                    | 11380           | 11180     |
| Ластур               | 163                    | 11600           | 11194     |
| Ла-Турет-Кабардес    | 32                     | 11380           | 11391     |
| Лез-Иль              | 58                     | 11380           | 11174     |
| Ле-Марти             | 198                    | 11390           | 11221     |
| Мас-Кабардес         | 205                    | 11380           | 11222     |
| Мираваль-Кабардес    | 48                     | 11380           | 11232     |
| Прадель-Кабардес     | 160                    | 11380           | 11297     |
| Рокфер               | 56                     | 11380           | 11319     |
| Сальсинь             | 354                    | 11600           | 11372     |
| Трассанель           | 20                     | 11160           | 11395     |
| Фурн-Кабардес        | 49                     | 11600           | 11154     |

## Население
Население кантона на 1999 год составляло 2 108 человек.
| 1962  | 1968  | 1975  | 1982  | 1990  | 1999  | 2006 | 2007 |
| ----- | ----- | ----- | ----- | ----- | ----- | ---- | ---- |
| 2 892 | 3 170 | 2 629 | 2 303 | 2 130 | 2 108 | -    | -    |